# Ad-hocnetwerk
Een ad-hocnetwerk is een draadloos computernetwerk zonder hoofdcomputer. Een computer zoekt naar mogelijke andere computers in zijn omgeving. Indien de doelcomputer niet binnen direct bereik is kan er mogelijk toch verbinding worden gemaakt door wel bereikbare computers als tussenstation te gebruiken.

## Voorbeelden van een ad-hocnetwerk
- IEEE 802.11 (wifi)
- MANET (mobiel ad-hocnetwerk)